# Ägyptische Luftstreitkräfte

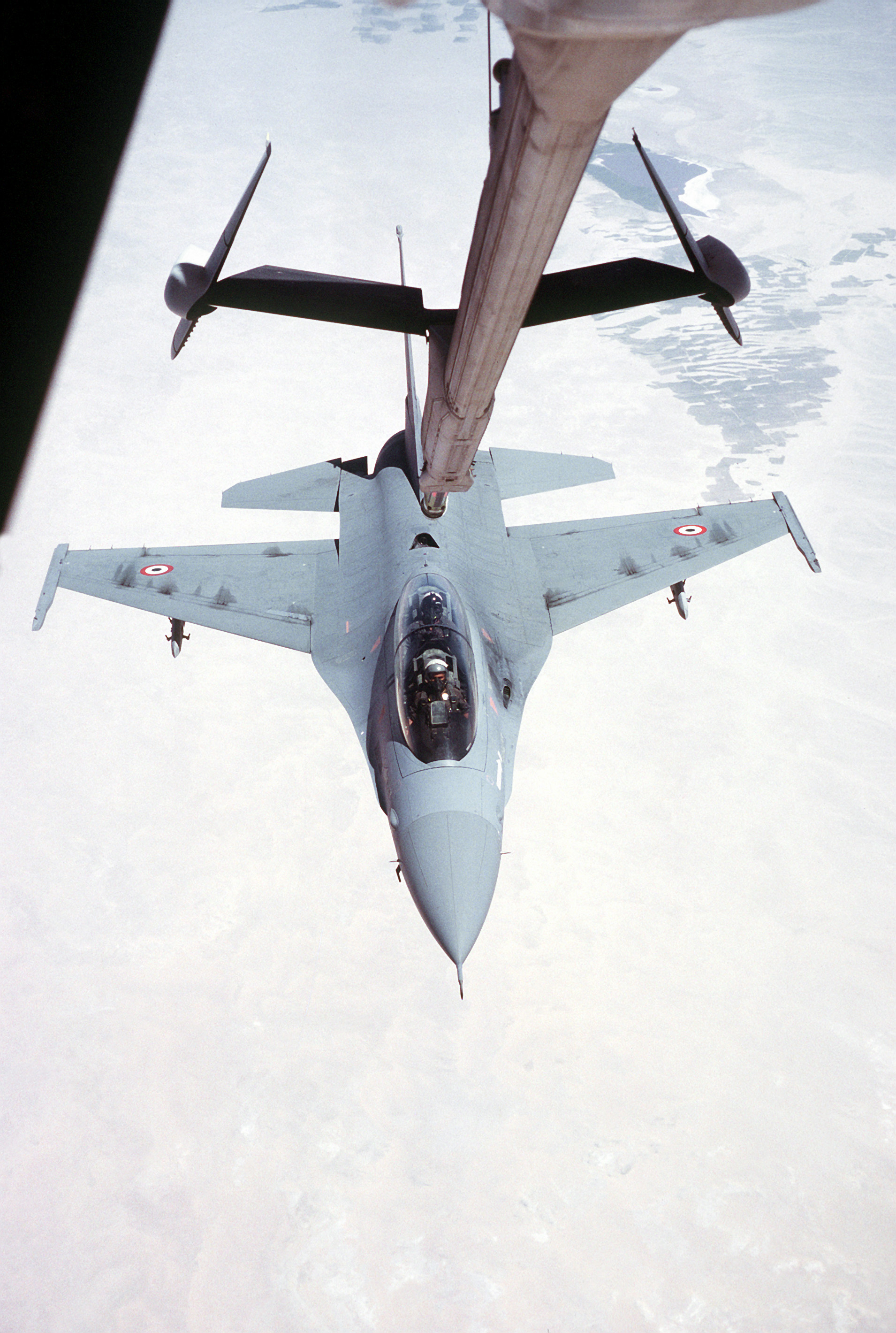
Ägyptische F-16B kurz vor dem Auslegerkontakt zum Auftanken

Die Ägyptischen Luftstreitkräfte (arabisch القوات الجوية المصرية al-Quwwāt al-Gawwīya al-Miṣrīya, DMG al-Qūwāt al-Ǧauwīyat al-Miṣrīya, englisch Egyptian Air Force, kurz EAF) sind eine von vier Teilstreitkräften der Streitkräfte Ägyptens.
Aktuell verfügen die ägyptischen Luftstreitkräfte über 30.000 Mann. Rückgrat der Luftstreitkräfte sind General Dynamics F-16, welche die viertgrößte F-16-Flotte der Welt bilden. Darüber hinaus werden Abfangjäger vom Typ Dassault Mirage 2000 und Dassault Rafale eingesetzt. Derzeit werden sechs E-2C Hawkeye Airborne-Warning-and-Control-System-Flugzeuge zu Hawkeye 2000 umgerüstet.
2008 war Reda Mahmoud Hafez Mohammed bis zu seinem Tod Oberbefehlshaber der Luftstreitkräfte. Zu den ehemaligen Kommandeuren gehören wichtige politische Figuren wie Ahmad Schafiq und Husni Mubarak. Seit 2014 ist die Ägyptische Luftwaffe im Bürgerkrieg in Libyen beteiligt.

## Geschichte
1932 wurde im britisch kontrollierten Königreich Ägypten eine Luftstaffel bestehend aus drei ägyptischen und zwei britischen Piloten aufgestellt. Im Rahmen des Anglo-Ägyptischen Vertrags 1936 wurde der Aufbau einer eigenen ägyptischen Luftwaffe festgeschrieben, die 1937 offiziell gegründet wurde. Während des Zweiten Weltkriegs nahm die ägyptische Luftwaffe an Aufklärungs- und Patrouilleneinsätzen teil, allerdings desertierten dabei mehrere Piloten mit Aufklärungsaufnahmen zu den Achsenmächten. 1945 war die Luftwaffe auf drei Jagdstaffeln, eine Transportstaffel und eine Bomberstaffel angewachsen. Drei Jahre später wurde das letzte britische Personal entlassen. 1956 umfasste die Luftwaffe rund 400 Flugzeuge, darunter moderne Strahljäger der Typen De Havilland DH.100 Vampire, Gloster Meteor und MiG-15. Im Rahmen der Militärhilfe des Ostblocks dienten tschechoslowakische und sowjetische Piloten in der ägyptischen Luftwaffe, jedoch konnte diese aufgrund mangelnder Operationsfähigkeit und Ausbildung nur begrenzt in die Kämpfe im Rahmen der Sueskrise eingreifen. Im Sechstagekrieg verlor die ägyptische Luftwaffe am Morgen des ersten Kriegstags 300 – 450 Flugzeuge sowie 100 Piloten durch eine israelische Luftoffensive und war damit für die Zeit des Krieges neutralisiert. Im Jom-Kippur-Krieg 1973 operierte die Luftwaffe in einer begrenzten Rolle in Zusammenarbeit mit bodengestützten Flugabwehrstellungen; dabei erzielten die Ägypter 5 – 8 Abschüsse durch eigene Flugzeuge, verloren allerdings 172. Nach den Camp-David-Abkommen 1978 vollzog Ägypten eine außenpolitische Hinwendung zu den USA und ersetzte infolgedessen die sowjetische durch westliche Ausrüstung; außerdem besteht eine enge Zusammenarbeit zwischen dem ägyptischen und dem US-Militär. Der geplante Kauf der Suchoi Su-35 wurde letztlich durch Druck aus den Vereinigten Staaten verhindert.

## Ausrüstung
Die ägyptischen Luftstreitkräfte verfügten Ende 2022 über folgende Ausrüstung:

### Luftfahrzeuge
| Flugzeug                       | Foto           | Herkunft                          | Verwendung                     | Version            | Aktiv          | Bestellt       | Anmerkungen                                                       |
| Kampfflugzeuge                 | Kampfflugzeuge | Kampfflugzeuge                    | Kampfflugzeuge                 | Kampfflugzeuge     | Kampfflugzeuge | Kampfflugzeuge | Kampfflugzeuge                                                    |
| ------------------------------ | -------------- | --------------------------------- | ------------------------------ | ------------------ | -------------- | -------------- | ----------------------------------------------------------------- |
| Alpha Jet                      |                | Deutschland Frankreich            | Jagdbomber                     |                    | 13             |                |                                                                   |
| F-16 Fighting Falcon           |                | Vereinigte Staaten                | Mehrzweckkampfflugzeug         | F-16AF-16C         | 168            |                |                                                                   |
| MiG-29                         |                | Sowjetunion                       | Mehrzweckkampfflugzeug         |                    | 38             |                |                                                                   |
| Dassault Mirage 5              |                | Frankreich                        | taktisches Kampfflugzeug       | 5E2SDESDR          | 75             |                |                                                                   |
| Dassault Mirage 2000           |                | Frankreich                        | Mehrzweckkampfflugzeug         | 2000EM             | 15             |                |                                                                   |
| Dassault Rafale                |                | Frankreich                        | Mehrzweckkampfflugzeug         | Rafale DMRafale EM | 24             | 30             |                                                                   |
| Flugzeuge für Spezialmissionen |                |                                   |                                |                    |                |                |                                                                   |
| Beechcraft 1900                |                | Vereinigte Staaten                | Elektronische Kampfführung     |                    | 4              |                |                                                                   |
| Grumman E-2                    |                | Vereinigte Staaten                | AWACS                          | E-2C               | 7              |                |                                                                   |
| Transportflugzeuge             |                |                                   |                                |                    |                |                |                                                                   |
| Beechcraft 1900                |                | Vereinigte Staaten                | Transportflugzeug              |                    | 4              |                |                                                                   |
| C-130 Hercules                 |                | Vereinigte Staaten                | Transportflugzeug              | C-130H             | 21             |                | Geplant ist die Anschaffung von 12 Exemplaren der Version C-130J. |
| CASA C-295                     |                | Spanien                           | Transportflugzeug              |                    | 22             |                |                                                                   |
| Iljuschin Il-76                |                | Sowjetunion                       | Transportflugzeug              |                    | 2              |                |                                                                   |
| Antonow An-74                  |                | Sowjetunion                       | Transportflugzeug              |                    | 2              |                |                                                                   |
| DHC-5 Buffalo                  |                | Kanada                            | Transportflugzeug              |                    | 8              |                |                                                                   |
| Geschäftsreiseflugzeuge        |                |                                   |                                |                    |                |                |                                                                   |
| Boeing 707                     |                | Vereinigte Staaten                | Geschäftsreiseflugzeug         | B-707-366C         | 1              |                | [ 2 ]                                                             |
| Dassault Falcon 20             |                | Frankreich                        | Geschäftsreiseflugzeug         |                    | 3              |                | [ 2 ]                                                             |
| Gulfstream III                 |                | Vereinigte Staaten                | Geschäftsreiseflugzeug         |                    | 2              |                | [ 2 ]                                                             |
| Gulfstream IV                  |                | Vereinigte Staaten                | Geschäftsreiseflugzeug         | IVIV-SP            | 14             |                | [ 2 ]                                                             |
| Schulflugzeuge                 |                |                                   |                                |                    |                |                |                                                                   |
| Alpha Jet                      |                | Deutschland Frankreich            | Schulflugzeug                  |                    | 27             |                |                                                                   |
| EMB 312 Tucano                 |                | Brasilien                         | Schulflugzeug                  |                    | 54             |                |                                                                   |
| F-16 Fighting Falcon           |                | Vereinigte Staaten                | Schulflugzeug                  | F-16BF-16D         | 50             |                |                                                                   |
| Grob G 115                     |                | Deutschland                       | Schulflugzeug                  |                    | 74             |                |                                                                   |
| K-8 Karakorum                  |                | Volksrepublik China Pakistan      | Schulflugzeug                  |                    | 119            |                |                                                                   |
| L-39 Albatros                  |                | Tschechoslowakei                  | Schulflugzeug                  |                    | 1              |                |                                                                   |
| MiG-29                         |                | Sowjetunion                       | Schulflugzeug                  |                    | 6              |                |                                                                   |
| Dassault Mirage 5              |                | Frankreich                        | Schulflugzeug                  | 5SDD               | 6              |                |                                                                   |
| Dassault Mirage 2000           |                | Frankreich                        | Schulflugzeug                  | 2000BM             | 4              |                |                                                                   |
| Hubschrauber                   |                |                                   |                                |                    |                |                |                                                                   |
| Boeing AH-64                   |                | Vereinigte Staaten                | Kampfhubschrauber              | AH-64D             | 46             |                |                                                                   |
| AgustaWestland AW109           |                | Italien                           | Mehrzweckhubschrauber          |                    | 3              |                |                                                                   |
| AgustaWestland AW139           |                | Italien                           | Mehrzweckhubschrauber          | AW139              | 4              |                |                                                                   |
| AgustaWestland AW149           |                | Italien                           | Mehrzweckhubschrauber          |                    | 18             | 6              |                                                                   |
| AgustaWestland AW189           |                | Italien                           | Mehrzweckhubschrauber          |                    |                | 8              |                                                                   |
| CH-47 Chinook                  |                | Vereinigte Staaten                | Transporthubschrauber          | CH-47D             | 19             |                | Weitere 23 Exemplare sind geplant.                                |
| H125 Écureuil                  |                | Frankreich                        | Mehrzweckhubschrauber          | H125MAS550         | 3              |                |                                                                   |
| Ka-52 Alligator                |                | Russland                          | Kampfhubschrauber              |                    | 39             | 7              |                                                                   |
| Mil Mi-8                       |                | Sowjetunion                       | Mehrzweckhubschrauber          | Mi-8Mi-17          | 62             |                |                                                                   |
| Mil Mi-24                      |                | Sowjetunion                       | Kampfhubschrauber              |                    | 7              |                |                                                                   |
| UH-60 Black Hawk               |                | Vereinigte Staaten                | Mehrzweckhubschrauber          | S-70UH-60M         | 2              |                |                                                                   |
| SA342                          |                | Frankreich Vereinigtes Königreich | Mehrzweckhubschrauber          |                    | 89             |                |                                                                   |
| S-61 Sea King                  |                | Vereinigte Staaten                | Mehrzweckhubschrauber          |                    | 23             |                |                                                                   |
| Kaman H-2                      |                | Vereinigte Staaten                | Mehrzweckhubschrauber          | SH-2G              | 10             |                |                                                                   |
| Drohnen                        |                |                                   |                                |                    |                |                |                                                                   |
| Aisheng ASN-209                |                | Volksrepublik China               | Aufklärungsdrohne              |                    | ?              |                | Unter Lizenz hergestellt.                                         |
| Yabhon United 40               |                | Vereinigte Arabische Emirate      | Medium Altitude Long Endurance |                    | ?              |                | [ 6 ]                                                             |
| CASC Rainbow                   |                | Volksrepublik China               | Aufklärungsdrohne              |                    | ?              |                | [ 7 ]                                                             |
| Chengdu Wing Loong             |                | Volksrepublik China               | Medium Altitude Long Endurance |                    | ?              |                | [ 8 ]                                                             |
| AeroVironment RQ-20 Puma       |                | Vereinigte Staaten                | Aufklärungsdrohne              | RQ-20B             | ?              |                | [ 9 ]                                                             |
| Teledyne Ryan Scarab           |                | Vereinigte Staaten                | Aufklärungsdrohne              |                    | ?              |                | [ 10 ]                                                            |
| BAE Systems SkyEye             |                | Vereinigte Staaten                | Aufklärungsdrohne              | R4E-50             | ?              |                | [ 2 ]                                                             |

### Waffensysteme
Luft-Luft-Raketen:
- AIM-7 F/M Sparrow ()
- AIM-9 M/P Sidewinder ()
- Wympel R-73 ()
- Wympel R-77 ()
- R.530 ()
- R.550 Magic ()
- MICA ()

Luft-Boden-Raketen:
- AGM-65 A/D/F/G Maverick ()
- AS.30L ()
- ARMAT ()
- Ch-25P ()

Lenkflugkörper:
- AASM ()
- HOT ()
- AGM-114 F/K Hellfire ()
- LJ-7 ()
- 9K120 Ataka ()
- 9K38 Igla-W ()

Marschflugkörper:
- Storm Shadow (/)

Seezielflugkörper:
- AGM-84 L Harpoon Block II ()
- Exocet ()
- SS-N-25 Switchblade ()

Bomben:
- Paveway II ()
- Al Tariq (/)

## Ausgemusterte Luftfahrzeuge
| Flugzeug                                                  | Herkunft                     | Verwendung                     | Version        | Aktiv          | Eingelagert    | Anmerkungen    |
| Kampfflugzeuge                                            | Kampfflugzeuge               | Kampfflugzeuge                 | Kampfflugzeuge | Kampfflugzeuge | Kampfflugzeuge | Kampfflugzeuge |
| --------------------------------------------------------- | ---------------------------- | ------------------------------ | -------------- | -------------- | -------------- | -------------- |
| Shenyang J-6 (MiG-19 „Farmer“)                            | Volksrepublik China          | Leichtes Jagdflugzeug          | F-6            |                | 72             |                |
| General Dynamics F-16A „Fighting Falcon“ (Peace Vector I) | Vereinigte Staaten           | Mehrzweckkampfflugzeug         | F-16A          |                | 34             |                |
| General Dynamics F-16B „Fighting Falcon“ (Peace Vector I) | Vereinigte Staaten           | Schulflugzeug                  | F-16B          |                | 5              |                |
| Aero L-39ZO „Albatros“                                    | Tschechoslowakei, Tschechien | Schulflugzeug                  | L-39ZO         | 13             |                |                |
| Mikojan-Gurewitsch MiG-21PF „Fishbed“                     | Sowjetunion                  | Abfangjäger                    | MiG-21PF/PFM   |                | 48             |                |
| Transporthubschrauber                                     |                              |                                |                |                |                |                |
| Mil Mi-6                                                  | Sowjetunion                  | Schwerer Transporthubschrauber |                | 3              |                |                |